# Niels Bygum Christian Krarup
Niels Bygum Christian Krarup (12. januar 1802 – 26. februar 1865) var en dansk landøkonom. Han blev født i Aale Sogn som søn af sognepræst Christian Nielsen Krarup og hustru Kirstine Thomsen.
Han blev i 1822 student fra Aarhus Katedralskole og studerede derefter teologi fra 1822-1825. Han afsluttede ikke studiet, men blev i 1825 andenlærer ved seminariet i Lyngby Sogn. I 1827 blev han gift med Henriette Manniche, datter af konsistorialraad Johan Gottfred Manniche.
I 1835 forpagtede han Frijsendal i Haurum Sogn. Her oprettede han i 1837 Danmarks første landbrugsskole eller, som han kaldte det, agerdyrkningsinstitut. Der var tidligere gjort flere forsøg på at oprette landbrugsskoler, men først for Krarup lykkedes det. En væsentlig årsag hertil var, at han i skolens første tre år fik et tilskud på 700 rigsdaler fra Landhusholdningsselskabet.
I 1840 købte han Haraldslund i Grundfør Sogn, hvor han drev landbrugsskolen i de følgende 15 år, hvorefter han overlod den til sin fætter. Det var ikke som senere tiders landbrugsskoler en skole for bønderne. I 1845 havde skolen f.eks. 26 elever fra hele landet, en enkelt endda fra Norge, og de fleste af dem var sønner af embedsmænd, forpagtere eller godsejere. I 1841 blev han landvæsenskommissær.
Han stillede op til den grundlovgivende forsamling i 1848 i Randers Amts 6. distrikt, men blev ikke valgt. I 1850 blev han imidlertid valgt til Landstinget ved et suppleringsvalg i 9. kreds. Han blev genvalgt i 1853 og var medlem indtil 1855, hvorefter han ikke genopstillede.